# The Human Factor (1979)
The Human Factor is een Britse thriller uit 1979 onder regie van Otto Preminger. Het scenario is gebaseerd op de gelijknamige roman uit 1978 van de Britse auteur Graham Greene.

## Verhaal
Maurice Castle werkt als ambtenaar voor de Britse geheime dienst. Als bekend wordt dat iemand uit zijn departement vertrouwelijke documenten lekt aan de Sovjet-Unie, valt de verdenking meteen op Castle en zijn collega. In het nadeel van Castle speelt het feit dat hij een zwarte Zuid-Afrikaanse vrouw heeft.

## Rolverdeling
| Acteur               | Personage            |
| -------------------- | -------------------- |
| Richard Attenborough | Kolonel John Daintry |
| Joop Doderer         | Cornelius Muller     |
| John Gielgud         | Brigadier Tomlinson  |
| Derek Jacobi         | Arthur Davis         |
| Robert Morley        | Dr. Percival         |
| Ann Todd             | Moeder van Castle    |
| Richard Vernon       | John Hargreaves      |
| Nicol Williamson     | Maurice Castle       |
| Iman                 | Sarah                |
| Keith Marsh          | Porter               |
| Anthony Woodruff     | Dr. Barker           |
| Gary Forbes          | Sam                  |
| Angela Thorne        | Mary Hargreaves      |
| Tony Haygarth        | Buffy                |
| Paul Curran          | Halliday             |